# Albanië op het Eurovisiesongfestival 2004
Albanië deed mee aan het Eurovisiesongfestival 2004 in Istanboel, Turkije. Het was de 1ste deelname van het land op het Eurovisiesongfestival. De artiest werd gezocht via het jaarlijkse Festivali i Këngës. RTSH is verantwoordelijk voor de Albanese bijdrage voor de editie van 2004.

## Festivali i Këngës 2003
Voor hun eerste kandidaat te kiezen werd er gekozen voor dit jaarlijkse festival.
Er waren eerst 2 halve finales met 14 en 15 kandidaten waarvan van elke halve finale 9 artiesten doorgingen.
In de finale zelf, die georganiseerd werd op 20 december 2003, deden 18 artiesten mee.

### Halve finale 1
| Volgorde | Artiest             | Lied                             |
| -------- | ------------------- | -------------------------------- |
| 1        | Orges Toçi          | "Eja"                            |
| 2        | Fazile Syla         | "Jeto jetën tënde"               |
| 3        | Arjan Hasanbelliu   | "Nata"                           |
| 4        | Elvana Gjata        | "Pranë teje"                     |
| 5        | Rudi & Ingrid Jushi | "Me ty"                          |
| 6        | Voltan Prodani      | "Kthehu dhe kujtohu"             |
| 7        | Aurel Thëllimi      | "Dashuri dhe lojë"               |
| 8        | Arbër Arapi         | "Bota ime"                       |
| 9        | Kozma Dushi         | "E nesërmja tjetër kujt i takon" |
| 10       | Ermiona Lekbello    | "Ç'punë ke ti me dashurinë"      |
| 11       | Klajdi Musabelliu   | "Një shpresë për jetën time"     |
| 12       | Evis Mula           | "E dashuruar"                    |
| 13       | Saimir Çili         | "Sa herë vjen pranvera"          |
| 14       | Rovena Dilo         | "Njëmijë zemra"                  |

### Halve finale 2
| Volgorde | Artiest         | Lied                         |
| -------- | --------------- | ---------------------------- |
| 1        | Andi Kongo      | "Sikur të rroja sa kjo botë" |
| 2        | Erida Rexhepi   | "Kthehu"                     |
| 3        | Kujtim Prodani  | "Ju të dashurat e mia"       |
| 4        | Edmond Mancaku  | "Trill vjeshte"              |
| 5        | Anila Jonuzi    | "E kam një sekret"           |
| 6        | Gjergj Jorgaqi  | "Dua dhe s'dua"              |
| 7        | Anisa Dervina   | "Sytë e zemrës"              |
| 8        | Rijet Pirani    | "Ike"                        |
| 9        | Anjeza Shahini  | "Imazhi yt"                  |
| 10       | Bashkim Rodoni  | "Rritu pa mbarim"            |
| 11       | Eneda Tarifa    | "Qëndroj"                    |
| 12       | Rosela Gjylbegu | "Hirushja"                   |
| 13       | Françesk Radi   | "Syri i saj po më verbon"    |
| 14       | Saimir Braho    | "Fjala"                      |
| 15       | Mariza Ikonomi  | "Mbi urë"                    |

### Finale
| Volgorde | Artiest             | Lied                            | Plaats |
| -------- | ------------------- | ------------------------------- | ------ |
| 1        | Arber Arapi         | "Bota ime"                      | –      |
| 2        | Kujtim Prodani      | "Ju të dashurat e mia"          | –      |
| 3        | Anisa Dervina       | "Sytë e zemrës"                 | –      |
| 4        | Françesk Radi       | "Syri i saj po më verbon"       | –      |
| 5        | Rudi & Ingrid Jushi | "Me ty"                         | –      |
| 6        | Edmond Mancaku      | "Trill vjeshte"                 | –      |
| 7        | Evis Mula           | "E dashuruar"                   | –      |
| 8        | Kozma Dushi         | "E nsërmja tjetër kujt i takon" | –      |
| 9        | Klajdi Musabelliu   | "Një shpresë për jetën time"    | –      |
| 10       | Rovena Dilo         | "Njëmijë zemra"                 | –      |
| 11       | Mariza Ikonomi      | "Mbi urë"                       | 2      |
| 12       | Anjeza Shahini      | "Imazhi yt"                     | 1      |
| 13       | Eneda Tarifa        | "Qëndroj"                       | –      |
| 14       | Rosela Gjylbegu     | "Hirushja"                      | 3      |
| 15       | Ermiona Lekbello    | "Ç'punë ke ti me dashurinë"     | –      |
| 16       | Orges Toçi          | "Eja"                           | –      |
| 17       | Voltan Prodani      | "Kthehu dhe kujtohu"            | –      |
| 18       | Andi Kongo          | "Sikur të rroja sa kjo botë"    | –      |

## In Istanboel
Albanië moest als 13de aantreden in de halve finale, net na Litouwen en voor Cyprus. Op het einde van de avond bleek dat ze op een 4de plaats waren geëindigd met 167 punten, wat goed was voor de finale.
Men ontving 1 keer het maximum van de punten.
België en Nederland hadden allebei 5 punten over voor deze inzending.
In de finale moest Albanië aantreden als 9de, net na Duitsland en voor Oekraïne. Op het einde van de avond bleek dat ze op een 7de plaats waren geëindigd met 106 punten, wat goed was voor een rechtstreekse plaats in de finale van het Eurovisiesongfestival 2005.
Men ontving 1 keer het maximum van de punten.
België en Nederland hadden allebei 1 punt over voor deze inzending.

### Gekregen punten

#### Halve finale
| 12 punten                                           | 10 punten          | 8 punten                                      | 7 punten                                     | 6 punten |
| --------------------------------------------------- | ------------------ | --------------------------------------------- | -------------------------------------------- | --- |
| - Noord-Macedonië                                   | - Zwitserland      | - Duitsland - Griekenland - Malta - Noorwegen | - Denemarken - Kroatië - Oostenrijk - Zweden | - Andorra - Bosnië en Herzegovina - Frankrijk - Roemenië - Servië en Montenegro - Turkije - Verenigd Koninkrijk |
| 5 punten                                            | 4 punten           | 3 punten                                      | 2 punten                                     | 1 punt |
| - België - Ierland - Letland - Nederland - Slovenië | - IJsland - Israël | - Monaco                                      | - Portugal - Spanje                          | - Cyprus - Estland - Oekraïne                                                                                   |

#### Finale
| 12 punten                | 10 punten                                                 | 8 punten               | 7 punten               | 6 punten                                                                    |
| ------------------------ | --------------------------------------------------------- | ---------------------- | ---------------------- | --------------------------------------------------------------------------- |
| - Noord-Macedonië        | - Griekenland - Malta                                     | - Servië en Montenegro | - Zweden - Zwitserland | - Kroatië - Turkije                                                         |
| 5 punten                 | 4 punten                                                  | 3 punten               | 2 punten               | 1 punt                                                                      |
| - Duitsland - Oostenrijk | - Bosnië en Herzegovina - Denemarken - IJsland - Slovenië | - Finland - Noorwegen  | - Ierland              | - België - Frankrijk - Letland - Nederland - Roemenië - Verenigd Koninkrijk |

### Punten gegeven door Albanië

#### Halve finale
Punten gegeven in de halve finale:
| 12 punten | Griekenland           |
| 10 punten | Bosnië en Herzegovina |
| 8 punten  | Noord-Macedonië       |
| 7 punten  | Finland               |
| 6 punten  | Malta                 |
| 5 punten  | Israël                |
| 4 punten  | Servië en Montenegro  |
| 3 punten  | Oekraïne              |
| 2 punten  | Monaco                |
| 1 punt    | Estland               |

#### Finale
Punten gegeven in de finale:
| 12 punten | Griekenland           |
| 10 punten | Bosnië en Herzegovina |
| 8 punten  | Turkije               |
| 7 punten  | Servië en Montenegro  |
| 6 punten  | Noord-Macedonië       |
| 5 punten  | Oekraïne              |
| 4 punten  | Zweden                |
| 3 punten  | Malta                 |
| 2 punten  | Duitsland             |
| 1 punt    | Frankrijk             |